# Torre México
La Torre México fue un proyecto -ya cancelado- de un rascacielos ubicado en Avenida Santa Fe #482, Colonia Cruz Manca, en el barrio de Santa Fe, alcaldía Cuajimalpa en la Ciudad de México, los trabajos para su construcción fueron iniciados por la compañía Gicsa, además de formar parte del proyecto City Santa Fe Etapa II, su construcción que comenzó en diciembre de 1999, se esperaba le otorgara el título del octavo edificio más alto de Santa Fe.
La desarrolladora de este complejo Gicsa, encargó a los arquitectos Estudio LBC Arquitectos y Pininfarina.

## La Forma
- Su altura de 138 metros y tenía 36 pisos con 7 niveles de estacionamiento subterráneo.
- El edificio estaría equipado con alrededor de 11 elevadores (ascensores) de alta velocidad que se moverán a una velocidad de 6.7 metros por segundo.

## Detalles Importantes
- Cabe destacar de su construcción, que sería parte del denominado proyecto City Santa Fe Etapa II junto con City Santa Fe Torre Boston.
- Su construcción comenzó en 1999 y tuvo fin en el año 2011.
- Su uso sería residencial.
- Cabe destacar de su construcción que hubiese sido de los nuevos edificios altos del distrito de Santa Fe junto con Santa Fe Pads, Arcos Bosques Corporativo, City Santa Fe Torre Ámsterdam, Arcos Bosques y City Santa Fe Torre Milán y formaría parte de la segunda fase de construcción de Ciudad Santa Fe al igual que Torre Boston, Torres City Santa Fe.
- El edificio estaría equipado con las más altas normas de seguridad sísmica.
- Los materiales que se usarían para construir este edificio eran aluminio, concreto armado y vidrio.
- Estaría considerado un edificio inteligente, debido a que el sistema de luz sería controlado por un sistema llamado B3, al igual que el de Torre Mayor, Torre Ejecutiva Pemex, World Trade Center México, Torre Altus, Arcos Bosques, Arcos Bosques Corporativo, Torre Latinoamericana, Edificio Reforma 222 Torre 1, Haus Santa Fe, Edificio Reforma Avantel, Residencial del Bosque 1, Residencial del Bosque 2, Torre del Caballito, Torre HSBC, Reforma 222 Centro Financiero, City Santa Fe Torre Ámsterdam, Santa Fe Pads, St. Regis Hotel & Residences, Torre Lomas.
- El diseño de los interiores estuvo a cargo de la firma de diseño italiana Pininfarina.

## Datos clave
- Altura- 138 metros.
- Área total- 95,000 metros cuadrados.
- Espacio de habitaciones- 35,000 metros cuadrados.
- Pisos- 7 niveles subterráneos de estacionamiento en los 41 niveles totales.
- Condición: Cancelado.
- Rango:
  - En México: 2008: 18º lugar, 2011: 32.º lugar
  - En Ciudad de México: 2008: 17º lugar, 2011: 25º lugar
  - En Santa Fe: 2011: 8º lugar